# 22.2 서라운드 사운드
22.2 또는 하마사키 22.2(Hamasaki 22.2→일본의 NHK 방송 기술 연구소의 선임 연구원 하마사키 키미오의 이름에서 비롯됨)은 슈퍼 하이비전(HDTV의 화소 해상도 대비 16배의 새로운 텔레비전 표준)의 서라운드 사운드 구성 요소이다. 일본방송협회 과학기술연구소에 의해 개발되었다. 3개의 층으로 정렬된 24개의 스피커(2개의 서브우퍼 포함)를 사용한다.

## 채널
채널 수와 레이블은 다음과 같다:
| AES 페어 번호/채널 번호 | 채널 번호 | 레이블 | 이름                |
| ----------------------- | --------- | ------ | ------------------- |
| 1/1                     | 1         | FL     | Front left          |
| 1/2                     | 2         | FR     | Front right         |
| 2/1                     | 3         | FC     | Front center        |
| 2/2                     | 4         | LFE1   | LFE-1               |
| 3/1                     | 5         | BL     | Back left           |
| 3/2                     | 6         | BR     | Back right          |
| 4/1                     | 7         | FLc    | Front left center   |
| 4/2                     | 8         | FRc    | Front right center  |
| 5/1                     | 9         | BC     | Back center         |
| 5/2                     | 10        | LFE2   | LFE-2               |
| 6/1                     | 11        | SiL    | Side left           |
| 6/2                     | 12        | SiR    | Side right          |
| 7/1                     | 13        | TpFL   | Top front left      |
| 7/2                     | 14        | TpFR   | Top front right     |
| 8/1                     | 15        | TpFC   | Top front center    |
| 8/2                     | 16        | TpC    | Top center          |
| 9/1                     | 17        | TpBL   | Top back left       |
| 9/2                     | 18        | TpBR   | Top back right      |
| 10/1                    | 19        | TpSiL  | Top side left       |
| 10/2                    | 20        | TpSiR  | Top side right      |
| 11/1                    | 21        | TpBC   | Top back center     |
| 11/2                    | 22        | BtFC   | Bottom front center |
| 12/1                    | 23        | BtFL   | Bottom front left   |
| 12/2                    | 24        | BtFR   | Bottom front right  |

3개의 주요 멀티채널 오디오 포맷의 다이어그램: 5.1, 9.2, 22.2 채널 레이아웃.

채널 수가 최대 6개인 점은 5.1 채널 시스템의 것과 동일하다. 추가적인 5개의 리스너 플레인 채널, 9개의 오버헤드 채널이 스퀘어 안에 정렬되어 있으며 3개의 추가적인 채널 줄들이 BtF(bottom front)에 있고 여기에 추가적인 LFE 채널이 있다.

## 시연
- 2005년 세계 박람회, 아이치현, 일본
- NAB 쇼 2006, 라스베이거스, 미국
- IBC 2006, 암스테르담, 네덜란드
- IBC 2008, 암스테르담, 네덜란드[3]
- NAB 쇼 2009, 라스베이거스, 미국
- IBC 2010, 암스테르담, 네덜란드
- IBC 2011, 암스테르담, 네덜란드
- 2012년 하계 올림픽, 브래드퍼드/글래스고/런던, 영국[4]

## 리뷰
- Ultra HD draws crowds, interest at NAB2006 at Broadcast Engineering Magazine, May 2, 2006

## 같이 보기
- 초고선명 텔레비전
- 서라운드 사운드